# Scarturus vinogradovi
Scarturus vinogradovi is een zoogdier uit de familie van de jerboa's (Dipodidae). De wetenschappelijke naam van de soort werd voor het eerst geldig gepubliceerd door Argyropulo in 1941.